# 布納省
9°16′N 3°0′W / 9.267°N 3.000°W

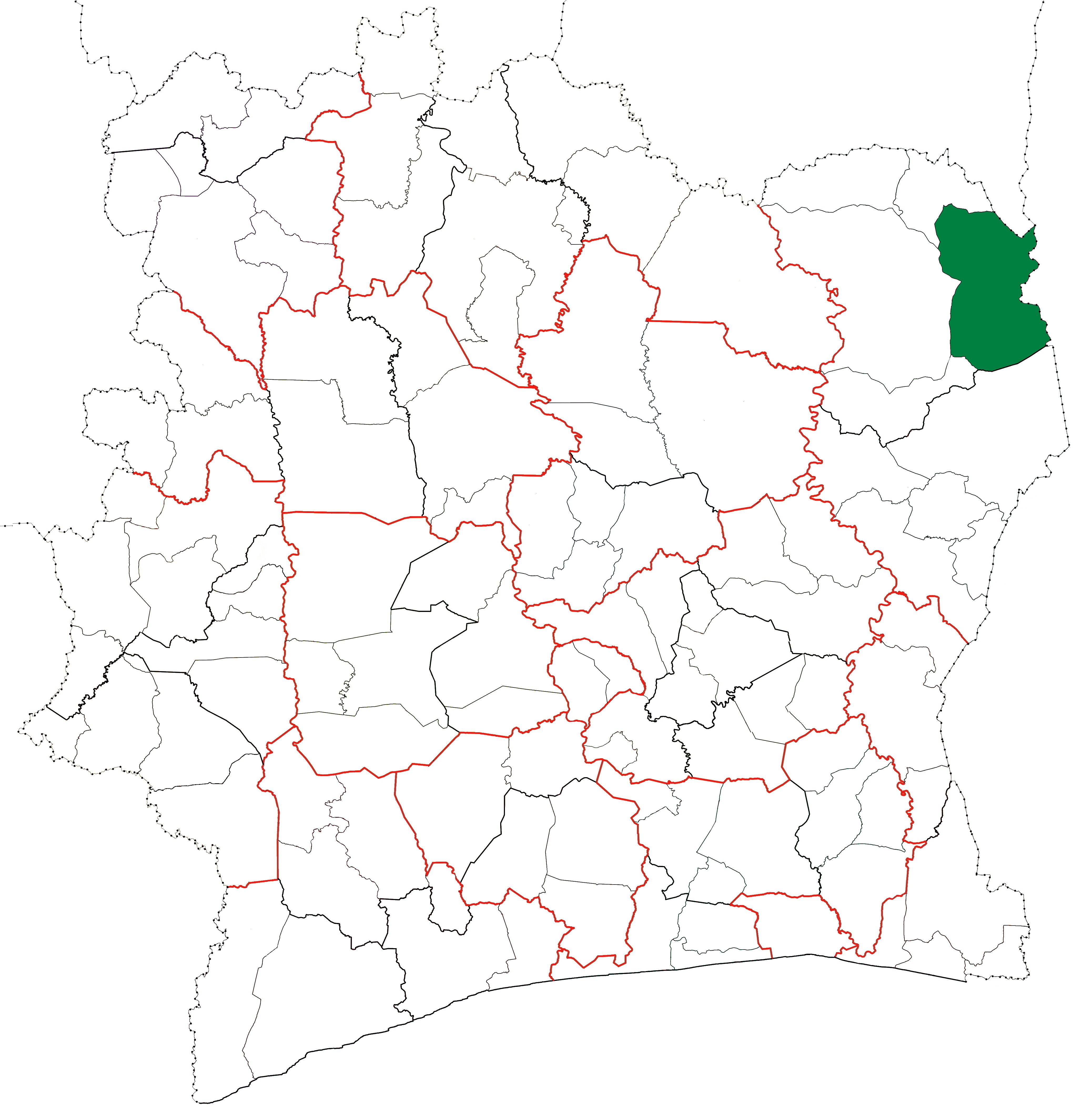

布納省（Bouna Department），是科特迪瓦的省份，位於該國東北部贊贊區，由本卡尼大區負責管轄，首府設於布納，北面是多羅波省，成立於1974年，2014年時人口為114,625人。